# 扭稜四角反角柱
扭稜四角反角柱（英文：Snub square antiprism）是詹森多面體的其中一個，其所引為J85。它無法由柏拉圖立體（正多面體）和阿基米得立體（半正多面體）經過切割、增補而得來。扭稜四角反角柱是詹森多面體中的基本立體之一。詹森多面體是凸多面體，面皆由正多邊形組成但不屬於均勻多面體，共有92種。這些立體最早在1966年由諾曼·詹森（Norman Johnson）命名並給予描述。

## 性質
扭稜四角反角柱共由26個面、40條邊和16頂點所組成。在其26個面中，有24個三角形和2個正方形。在其16個頂點中，有8個頂點是5個三角形的公共頂點，在頂點圖中可以用[35]來表示、另外8個頂點是4個三角形和1個正方形的公共頂點，在頂點圖中可以用[34,4]來表示。

### 構造
形如其名地，扭稜四角反角柱可以透過將四角反角柱套用扭稜變換來構造。在施萊夫利符號中可以表示為ss{2,8}，其中s{2,8}是四角反角柱，其中的扭稜是考克斯特扭稜；而在康威扭稜中，扭稜四角反角柱可以透過將四角錐套用康威扭稜來構造，在康威多面體表示法中可以表示為sY4。

### 體積與表面積
若一個扭稜四角反角柱邊長為{\displaystyle a}，則其表面積{\displaystyle A}為：
{\displaystyle A=\left(2+6{\sqrt {3}}\right)a^{2}\approx 12.39230a^{2},}
而其體積{\displaystyle V}為：
{\displaystyle V=\xi a^{3},}
其中{\displaystyle \xi \approx 3.60122}是下列多項式的最大實根：
{\displaystyle 531441x^{12}-85726026x^{8}-48347280x^{6}+11588832x^{4}+4759488x^{2}-892448.}

### 頂點座標
令{\displaystyle k}為下列三次式的正實根，約為{\displaystyle k\approx 0.82354}：
{\displaystyle 9x^{3}+3{\sqrt {3}}\left(5-{\sqrt {2}}\right)x^{2}-3\left(5-2{\sqrt {2}}\right)x-17{\sqrt {3}}+7{\sqrt {6}}.}
和h約為{\displaystyle h\approx 1.35374}：
{\displaystyle h={\frac {{\sqrt {2}}+8+2{\sqrt {3}}k-3\left(2+{\sqrt {2}}\right)k^{2}}{4{\sqrt {3-3k^{2}}}}}.}
則邊長為2的扭稜四角反角柱的頂點座標由下列頂點的軌道的並集在繞z軸旋轉90°和繞垂直於z軸並與x軸夾角22.5°的直線旋轉180°所產生的空間對稱群之群作用下給出：
{\displaystyle (1,1,h),\,\left(1+{\sqrt {3}}k,0,h-{\sqrt {3-3k^{2}}}\right)}

## 扭稜反角柱
類似的造方式之多面體還有扭稜三角反角柱（施萊夫利符號：ss{2,6}）為經過扭稜變換的三角反角柱（可以視為一個對稱性較低的正八面體），其結果為偽二十面體（可以視為一個對稱性較低的正二十面體）。另一個為扭稜五角反角柱（施萊夫利符號：ss{2,10}）甚至是更高邊數的扭稜反角柱，但其結果不會是由正三角形構成的凸多面體。邊數更少的扭稜二角反角柱（施萊夫利符號：ss{2,4}）對應另一個詹森多面體——扭稜鍥形體，但必須在二角反角柱中保留兩個退化的對角面（以紅色繪製）。這些都可以視為一系列扭稜反角柱無窮序列的一項。
| 對稱性     | D2d, [2+,4], (2*2)                          | D3d, [2+,6], (2*3)                                                  | D4d, [2+,8], (2*4)                                                   | D5d, [2+,10], (2*5)                                                    |
| ---------- | ------------------------------------------- | ------------------------------------------------------------------- | -------------------------------------------------------------------- | ---------------------------------------------------------------------- |
| 反角柱     | · s{2,4} · A2 · （頂點：4、 邊：8、 面：6） | · s{2,6} · A3 （页面存档备份，存于） · （頂點：6、 邊：12、 面：8） | · s{2,8} · A4 （页面存档备份，存于） · （頂點：8、 邊：16、 面：10） | · s{2,10} · A5 （页面存档备份，存于） · （頂點：10、 邊：20、 面：12） |
| 截角反角柱 | ts{2,4} tA2 （頂點：16、邊：24、面：10）    | ts{2,6} tA3 （页面存档备份，存于） （頂點：24、 邊：36、 面：14）   | ts{2,8} tA4 （页面存档备份，存于） （頂點：32、 邊：48、 面：18）    | ts{2,10} tA5 （页面存档备份，存于） （頂點：40、 邊：60、 面：22）     |
| 對稱性     | D2, [2,2]+, (222)                           | D3, [3,2]+, (322)                                                   | D4, [4,2]+, (422)                                                    | D5, [5,2]+, (522)                                                      |
| 扭稜反角柱 | J84                                         | 二十面體                                                            | J85                                                                  | 凹                                                                     |
| 扭稜反角柱 |                                             | sY3 （页面存档备份，存于） = HtA3                                   | sY4 （页面存档备份，存于） = HtA4                                    | sY5 （页面存档备份，存于） = HtA5                                      |
| 扭稜反角柱 | ss{2,4} （頂點：8、 邊：20、 面：14）       | ss{2,6} （頂點：12、 邊：30、 面：20）                              | ss{2,8} （頂點：16、 邊：40、 面：26）                               | ss{2,10} （頂點：20、 邊：50、 面：32）                                |

## 外部連結
- 埃里克·韦斯坦因. . MathWorld.
- 埃里克·韦斯坦因. . MathWorld.